# Suhler Einhakmontage
Die Suhler Einhakmontage (SEM) ist ein proprietäres Montagesystem zur Anbringung von Zielfernrohren auf Gewehren. Im Gegensatz zu Festmontagen ermöglicht die SEM jederzeit die Abnahme der Zieloptik von der Waffe. Somit wird es möglich, eine vorhandene offene Visierung oder eine andere optische Visierung zu nutzen. 
Fachmännisch montiert, ist die SEM eine äußerst wiederkehrgenaue Montageweise, d. h., dass nach dem erneuten Aufsetzen der Optik auf die Waffe exakt die gleiche Treffpunktlage beibehalten wird. Ein aufwendiges, erneutes Einschießen entfällt somit. Die Montage besteht aus vier Hauptbaugruppen: Zwei Montagesockeln, welche vom Büchsenmacher fest mit der Waffe verbunden werden, und zwei an der Zieloptik angebrachten Einhakteilen. Zur Abnahme der Zieloptik ist ein Mechanismus am hinteren Montagesockel auszulösen.
Wegen des hohen Arbeitszeiteinsatzes zur Anbringung der SEM auf einer Waffe wird die SEM heute weniger häufig verbaut und ist von schneller anzubringenden Alternativen wie der Schwenkmontage, herstellerspezifischen Montagesystemen oder der Picatinny-Schiene aus ihrer – früher dominierenden – Marktstellung verdrängt worden. Es sind zudem Adapterstücke zur Verwendung einer Waffe mit montierter SEM und anderen Montageoberteilen am Markt verfügbar.